# Domenica da coma
Domenica da coma è un singolo del rapper italiano J-Ax, pubblicato il 10 giugno 2011 come primo estratto dal quarto album in studio Meglio prima (?).

## Video musicale
Il video, diretto da Gaetano Morbioli, è stato reso disponibile l'11 giugno 2011 attraverso il canale YouTube del rapper.

## Tracce
1. Domenica da coma – 2:49

## Classifiche
| Classifica (2011) | Posizione massima |
| ----------------- | ----------------- |
| Italia            | 34                |